# Folake Onayemi

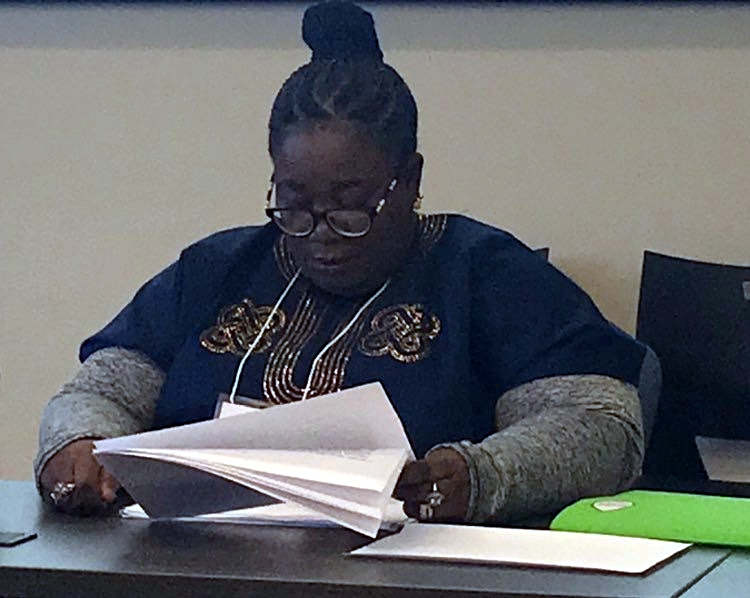
Onayemi bei einer Tagung an der Memorial University im März 2019

Folake Oritsegbubemi Onayemi (* 4. Oktober 1964 in Ijebu-Jesa, Nigeria; † 14. Februar 2024) war eine nigerianische Altphilologin und Literaturwissenschaftlerin. Sie war die erste schwarze Frau, die in Nigeria in diesem Fach den Doktortitel erwarb, und auch die erste, die in Subsahara-Afrika eine Professur für Klassische Philologie bekleidete. Im Zentrum ihrer Forschungen stand zum einen der Vergleich der klassisch-antiken Literatur, insbesondere der Mythen, mit der afrikanischen, insbesondere der nigerianischen Literatur und Mythologie, zum anderen die Darstellung und die Rolle der Frau in der griechisch-römischen Antike und im südlichen Afrika.

## Leben und Leistungen
Folake Onayemi wurde als Tochter eines Lehrerehepaars geboren. Den Vater schilderte Onayemi als übergroße Figur, die großen Einfluss auf die Bildung seiner Kinder, insbesondere in der Literatur nahm. Durch den Vater angeregt, setzte sie sich schon in jungen Jahren stark mit der Literatur auseinander und las viel. Ursprünglich wollte sie Jura studieren, doch ein Onkel empfahl ihr, zunächst Classics zu studieren und später den Studiengang zu wechseln. Nach einem Treffen mit dem Professor für Klassische Philologie an der University of Ibadan, James Ilevbare, entschloss sie sich nach der Zulassung für den Studienbereich Language Arts 1983 diesen Weg zu wählen. Schnell merkte Onayemi, dass ihr die klassischen Werke näher waren, als sie dachte. So war das Buch Awon Itan Esopu, mit dem sie aufgewachsen war, eine Nacherzählung der Äsopschen Fabeln in Yoruba. Schließlich blieb Onayemi bei diesem Fach und Ilevbare wurde ihr Mentor. Weitere wichtige Lehrer waren Niyi Osundare, Nigel Nenry und L. A Thompson. Nacheinander erwarb sie ihren Bachelor (1986, A study of the Seven Extant Plays of Sophocles), Master (1990, Concept of the Tragic Hero from the Classics to the Present) und Magistergrad (MPhil, 1997, Portraits of Women in Roman and Nigerian Drama).
Nur zwei Tage vor der ersten Prüfung für den Master-Abschluss brachte Onayemi ihr erstes Kind – per Kaiserschnitt – auf die Welt. Da sich durch einen Streik der Universitätsbetrieb für ein halbes Jahr verschoben hatte, war die Geburt nicht außerhalb der Studienzeit erfolgt, doch konnten die Prüfungen auch nicht verschoben werden. Obwohl sie deshalb keinen guten Master-Abschluss erreicht hatte, wurde sie noch vor dem Beginn ihres Promotionsstudiums als assistant lecturer am Classics Department der University of Ibadan angestellt. Während ihrer Promotionszeit machte sie ihre ersten Studienreisen. Nach einem Aufenthalt in Griechenland reiste sie weiter als Gastwissenschaftlerin an die Brown University in Rhode Island und 2001 als Gastprofessorin an die University of Texas. Bei ihrer Rückkehr nach Nigeria hatte sie sechs Koffer gefüllt mit Büchern im Gepäck und damit eine größere Fachbibliothek als die des Departements, an dem sie tätig war. Ihre Dissertation verfasste sie zum Thema Fear of Women’s Beauty in Classical and African/Yoruba Literature. Die Promotion wurde 2001 abgeschlossen.
Im Juli 1994 wurde Onayemi zur Assistentin für Klassische Philologie an der University of Ibadan berufen. Wie so oft war sie in dieser Position die erste schwarze Frau. Sie blieb bis zu ihrem frühen Tod im Alter von 59 Jahren, also fast 30 Jahre, an der Universität und stieg immer weiter in der Hierarchie auf: 1996 wurde sie Lecturer II, 1999 Lecturer I, 2002 Senior Lecturer, 2005 Reader und im Jahr 2008 als erste Frau in Subsahara-Afrika Professorin. Seit 2005 stand sie dem Department of Classics vor. Aufgrund der schlechten Bezahlung liebäugelte sie zwar mehrfach damit, an die University of Ghana in Legon zu wechseln, wo sie 2009/10 und 2013/14 als Gastdozentin lehrte, doch entschloss sie sich letztlich immer wieder dazu, in Nigeria zu bleiben.
Onayemi war eine belesene Person, doch hatte sie es trotz ihrer Reputation und Stellung laut eigener Aussage nie dazu gebracht, die lateinische Sprache perfekt zu beherrschen, obwohl sie jährlich bis zu 400 Studenten in ihren Anfängerkursen in der Sprache hatte. Sie erhielt mehrere Auszeichnungen, darunter die Nigerian Academy of Letters Bayo Kuku Postdoctoral Fellowship im Jahr 2004, die John D. and Catherine T. MacArthur Foundation Fellowship 2005 und die Alexander S. Onassis Foundation Fellowship 2006/07. Zudem war sie Beraterin des Humanities Programme des American Council of Learned Societies sowie die Vertreterin Nigerias bei der International Federation of the Societies of Classical Studies (FIEC).
Im Zentrum von Onayemis Studien stand der Vergleich der einheimischen und der klassisch-antiken Literatur. Insbesondere die Beziehungen von Homer, Sophokles und Plutarch zur afrikanischen Literatur und deren Bedeutung für die Literatur und Gesellschaft Nigerias beziehungsweise Subsahara-Afrikas waren für sie von zentraler Bedeutung. In diesem Bereich leistete sie neben Olakunbi Olasope Pionierarbeit und hatte einen „besonderen afrikanischen Blick“ auf diese Themen. In ihren feministisch-kritischen Auseinandersetzungen mit den nigerianischen wie den antiken Mythen wandte sie sich gegen die Reduzierung der Frau auf ein „Gefäß“. Seit 2022 gab sie die Zeitschrift Nigeria and the Classics heraus.
Onayemi war mit einem älteren Mann verheiratet, der 2019 verstarb. Er unterstützte sie bei all ihren akademischen Bestrebungen. Diese waren auch deshalb möglich, weil weitere Familienmitglieder immer hilfreich zur Seite standen, etwa die Schwester, die sich in der Zeit von Auslandsaufenthalten Onayemis um deren Kinder kümmerte. Sie beschrieb selbst in einem Interview, dass sie um das Glück ihrer Situation wusste, da eine solche Unterstützung in der nigerianischen Gesellschaft eher ungewöhnlich ist.
Am  14. Februar 2024 verstarb sie im Alter von 59 Jahren.

## Publikationen
- Portraits of Women in Roman and Nigerian Drama. Oputoru Books, 1999.
- Nature and Language of Love in Roman and African/Yoruba Literature (= Hope Library of Liberal Arts. Band 4). Hope Publications, Ibadan 2004.
- Ethnic Identity. The Concept of Female Beauty and conflict in Classical and African Cultures’ Programme on Ethnic and Federal Studies (PEFS) (= Monograph New Servers. Band 12). 2004.
- mit Kofi Ackah: A Guide to Ancient Greek Literary History. Crown F. Publisher, Ibadan 2011.